# Фащівська селищна рада (Антрацитівський район)
Фа́щівська се́лищна ра́да — адміністративно-територіальна одиниця та орган місцевого самоврядування в Антрацитівському районі Луганської області. Адміністративний центр — селище міського типу Фащівка.

## Загальні відомості
Фащівська селищна рада утворена в 1957 році.
- Територія ради: 61,33 км²
- Населення ради: 2298 осіб (станом на 2015 рік)[1]
- Територією ради протікає річка Дженджерка

## Адреса селищної ради
94650, Луганська обл., Антрацитівський р-н, смт. Фащівка, вул. Октябрська,3.

## Населені пункти
Населені пункти, що відносяться до селищної ради.
| № | Назва   | Тип | Рік заснування | Площа км² | Населення (2001), ос. |
| - | ------- | --- | -------------- | --------- | --------------------- |
| 1 | Фащівка | смт | 1773           | 11,39     | 3119                  |

## Склад ради
Рада складається з 20 депутатів та голови.
- Голова ради: Ковальова Олена Михайлівна
- Секретар ради: Шарапова Віра Олексіївна

### Керівний склад попередніх скликань
| Прізвище, ім'я, по батькові | Основні відомості                                                        | Дата обрання | Дата звільнення |
| --------------------------- | ------------------------------------------------------------------------ | ------------ | --------------- |
| Ковальова Олена Михайлівна  | Селищний голова, 1964 року народження, освіта вища, позапартійна         | 26.03.2006   | 31.10.2010      |
| Ковальова Олена Михайлівна  | Селищний голова, 1964 року народження, освіта вища, член Партії регіонів | 31.10.2010   |                 |

Примітка: таблиця складена за даними сайту Верховної Ради України

### Депутати
За результатами місцевих виборів 2010 року депутатами ради стали:

#### За суб'єктами висування
| Суб'єкт висування           | Кількість обраних депутатів | %  |
| --------------------------- | --------------------------- | -- |
| Партія регіонів             | 18                          | 90 |
| Комуністична партія України | 2                           | 10 |

#### За округами
| № округу                    | Прізвище, ім'я, по батькові       | Дата визнання обраним | Освіта  | Партійна приналежність            | Відомості про обраного депутата                              |
| --------------------------- | --------------------------------- | --------------------- | ------- | --------------------------------- | ------------------------------------------------------------ |
| Комуністична партія України |                                   |                       |         |                                   |                                                              |
| 3                           | Клєцова Ірина Анатоліївна         | 04.11.2010            | вища    | позапартійна                      | Фащівська селищна рада, завідувач військово-облікового столу |
| 5                           | Голубов Олександр Миколайович     | 04.11.2010            | середня | член Комуністичної партії України | пенсіонер                                                    |
| Партія регіонів             |                                   |                       |         |                                   |                                                              |
| 1                           | Євдокимова Ганна Григоріївна      | 04.11.2010            | вища    | член Партії регіонів              | Фащівська селищна рада, секретар                             |
| 2                           | Тельпов Олександр Іванович        | 04.11.2010            | середня | позапартійний                     | пенсіонер                                                    |
| 4                           | Касьянова Ольга Григоріївна       | 04.11.2010            | вища    | член Партії регіонів              | Фащівська загальноосвітня школа, вчитель                     |
| 6                           | Ігрушин Володимир Іванович        | 04.11.2010            | вища    | позапартійний                     | ДВАТ ЦЗФ «Комендантська», начальник вуглеприйому             |
| 7                           | Тараканова Наталія Олександрівна  | 04.11.2010            | вища    | позапартійна                      | АФГ «Оена», головний бухгалтер                               |
| 8                           | Макашутіна Світлана Володимирівна | 04.11.2010            | середня | член Партії регіонів              | тимчасово не працює                                          |
| 9                           | Овсянникова Тетяна Олексіївна     | 04.11.2010            | вища    | член Партії регіонів              | Фащівська селищна рада, спеціаліст селищної ради             |
| 10                          | Клєцова Світлана Олександрівна    | 04.11.2010            | вища    | член Партії регіонів              | Фащівська загальноосвітня школа, директор                    |
| 11                          | Селезньова Тетяна Василівна       | 04.11.2010            | середня | позапартійна                      | Фащівська дільнична лікарня, медична сестра                  |
| 12                          | Шарапова Віра Олексіївна          | 04.11.2010            | вища    | член Партії регіонів              | Фащівська селищна рада, секретар                             |
| 13                          | Люкіна Ніна Максимівна            | 04.11.2010            | середня | позапартійна                      | пенсіонер                                                    |
| 14                          | Семенович Ольга Анатоліївна       | 04.11.2010            | середня | член Партії регіонів              | Фащівська селищна рада, завідувач бібліотеки                 |
| 15                          | Клєцова Людмила Олександрівна     | 04.11.2010            | середня | позапартійна                      | ПП «Парфьонов», продавець                                    |
| 16                          | Вергунова Тетяна Анатоліївна      | 04.11.2010            | вища    | позапартійна                      | Фащівська загальноосвітня школа, вчитель                     |
| 17                          | Голубова Алла Миколаївна          | 04.11.2010            | вища    | позапартійна                      | Фащівська селищна рада, головний бухгалтер                   |
| 18                          | Григор'єва Тетяна Павлівна        | 04.11.2010            | вища    | член Партії регіонів              | тимчасово не працює                                          |
| 19                          | Олейнікова Валентина Вікторівна   | 04.11.2010            | середня | позапартійна                      | Фащівська дільнична лікарня, старша медична сестра           |
| 20                          | Мамонова Тетяна Вікторівна        | 04.11.2010            | вища    | член Партії регіонів              | Фащівська селищна рада, касир                                |